# 啟動機械碼
《啟動機械碼》（英語：Vice）是一部2015年美國科幻動作片，由布萊恩·A·米勒（Brian A. Miller）執導，湯瑪斯·傑恩、布魯斯·威利與安珀·查德絲主演。劇情講述由朱利安（Julian，威利飾演）經營的未來度假娛樂勝地可讓人們藉由仿生人滿足任何幻想。當其中一名女仿生人（查德絲飾演）獲得意識後展開逃脫，並與人類警探羅伊（Detective Roy，傑恩飾演）攜手擊垮朱利安及樂園背後的陰謀。
電影2015年1月16日在美國有限上映，口碑不佳。

## 演員
- 湯瑪斯·傑恩[2]飾演羅伊·泰德斯基警探（Detective Roy Tedeschi）
- 布魯斯·威利[3]飾演朱利安·邁克爾斯（Julian Michaels）
- 安珀·查德絲（英语：Ambyr Childers）[2]飾演凱莉（Kelly）
- 強納森·史凱奇（英语：Johnathon Schaech）飾演克里斯（Chris）
- 布萊恩·加連保格飾演艾文·隆德（Evan Lund）
- 萊恩·歐南（英语：Ryan O'Nan）飾演馬修警官（Officer Matthews）
- 夏綠蒂·柯克（英语：Charlotte Kirk）飾演瑪莉莎（Melissa）
- 科林·伊格斯菲德飾演萊納（Reiner）
- 唐納·哈維（英语：Don Harvey (actor, born 1960)）飾演卡桑斯基（Kasansky）

## 製作
主要拍攝2014年4月3日始於阿拉巴馬州莫比尔。前共濟會寺廟聖殿市中心用於拍攝廢棄教堂宅邸的外景。代表未來主義城市的外景則取自於南佛羅里達州邁阿密市中心及其周邊地區。

## 發行
《啟動機械碼》2015年1月16日在美國有限上映。2015年3月17日發售DVD和藍光。電影在影碟市場的銷售額達130萬美元。

## 反響
《啟動機械碼》在外界差評佔主流。本片在爛番茄根據27篇評論，新鮮度僅4%，平均得分2.4／10；該網站共識：「明顯感覺得到布魯斯·威利和湯瑪斯·傑恩都厭煩這部科幻大雜燴中的沉悶事物，證明影星魅力為糟糕的劇本撐場絕非好事。」Metacritic根據14篇評論，獲得17分，評價不佳。

## 外部連結
- 互联网电影数据库（IMDb）上《啟動機械碼》的资料（英文）
- 爛番茄上《啟動機械碼》的資料（英文）
- Metacritic上《啟動機械碼》的資料（英文）